# Nathan Fielder
Nathan Joseph Fielder (em hebraico: נתן ג'וזף פילדר; romaniz.: Natan Josef Pilder; nascido em Vancouver, Colúmbia Britânica, Canadá, em 12 de maio de 1983) é um roteirista, humorista e piloto canadense. Como reconhecimento, foi indicado ao Primetime Emmy Awards 2019.

## Vida Pessoal
Nathan Joseph Fielder nasceu em uma família judia em Vancouver em 12 de maio de 1983, filho dos assistentes sociais Deb e Eric Fielder. Ele frequentou a Escola Secundária Point Gray, onde foi membro do grupo de comédia improvisada da escola, que também incluía o comediante Seth Rogen. Ele trabalhou como mágico durante sua adolescência e é membro do The Magic Castle. Ele estudou administração na Universidade de Vitória, onde se formou com um Bacharel em Comércio em 2005. Após a universidade, ele se mudou para Toronto e se matriculou no Humber College 's Comedy Program em 2006. Ele trabalhou brevemente para uma corretora antes de sair para iniciar sua carreira de comediante. Fielder foi casado com uma bibliotecária infantil, de 2011, até o divórcio, em 2014. Ele está incorretamente listado como mulher em seu Green card dos Estados Unidos. Ele mora em Silver Lake, Los Angeles.

## Carreira
Depois de receber o Prêmio do Fundo de Incentivo Tim Sims em 2006, Fielder trabalhou como escritor no Canadian Idol, onde foi notado por Michael Donovan , produtor executivo da série de comédia da CBC, "This Hour Has 22 Minutes". Donovan contratou Fielder como correspondente de campo e desenvolveu seu popular programa recorrente, "Nathan on Your Side". Em 2010, Fielder escreveu e dirigiu uma série de esquetes para a 2ª temporada de Important Things com Demetri Martin no Comedy Central. Ele também foi apresentado como dublador convidado no final da 2ª temporada de Bob's Burgers, "Beefsquatch", bem como o episódio da 6ª temporada, "The Land Ship". Fielder desempenhou o papel de operador de boom de H. Jon Benjamin na série de televisão de 2011  Jon Benjamin Has a Van e interpretou Bob Woodward no episódio "Washington, DC" do Comedy Central's Drunk History. Fielder também atuou como ator convidado na série animada Rick and Morty, do Adult Swim. Ele apareceu no filme de 2015 Sexo, Drogas e Jingle Bells e em 2017 ele apareceu no filme biográfico Artista do Desastre. Fielder também tem um canal no You Tube, composto principalmente por esquetes curtas envolvendo ele e seus amigos.
Em 2013, Fielder co-criou seu próprio programa no Comedy Central chamado Nathan for You. O programa, que ele escreveu, dirigiu e estrelou, foi baseado nos segmentos "Nathan On Your Side" que ele fez para This Hour Has 22 Minutes. A premissa do programa apresenta Fielder, interpretando uma persona vagamente baseada em si mesmo, fornecendo conselhos para pequenas empresas locais. Em novembro de 2017, o programa terminou em sua quarta e última temporada.
Em 2019, foi anunciado que Fielder havia assinado um contrato geral com a HBO, pelo qual atuaria como produtor executivo da série de documentários How To with John Wilson e estrelaria, escreveria e dirigiria uma série de comédia separada.

## Filmografia

### Filmes
| Ano  | Titulo                         | Função ou Personagem | Notas                                       |
| ---- | ------------------------------ | -------------------- | ------------------------------------------- |
| 2006 | Morris                         | —                    | Curta-metragem Escritor e Diretor           |
| 2010 | Kelly 5-9                      | Diretor              | Curta-metragem                              |
| 2011 | Way Up There                   | —                    | Curta-metragem Escritor e Co-Diretor        |
| 2012 | Buyer's Market                 | —                    | Curta-metragem Diretor                      |
| 2013 | The Web                        | Manager              | Curta-metragem Escritor, diretor e Produtor |
| 2015 | Sexo, Drogas e Jingle Bells    | Joshua               |                                             |
| 2017 | Artista do Desastret           | Kyle Vogt            |                                             |
| 2021 | Marcel the Shell with Shoes On | Justin               |                                             |

### Televisão
| Ano           | Titulo                               | Personagem                             | Notas                                                                         |
| ------------- | ------------------------------------ | -------------------------------------- | ----------------------------------------------------------------------------- |
| 2007          | Canadian Idol                        | —                                      | Produtor e escritor do segmento                                               |
| 2008–09       | This Hour Has 22 Minutes             | Nathan                                 | 9 episódios                                                                   |
| 2011          | Important Things with Demetri Martin | Vários Personagens                     | Diretor de segmento                                                           |
| 2011          | Jon Benjamin Has a Van               | Nathan                                 | 10 episódios Consultor Criativo                                               |
| 2011          | Nick Swardson's Pretend Time         | Dan Hyannis                            | Episódio: "Legalize Meth"                                                     |
| 2012–15       | Bob's Burgers                        | Jordan (voz) / Nathan (voz)            | 2 episódios                                                                   |
| 2013–14       | Drunk History                        | Bob Woodward                           | 2 episódios                                                                   |
| 2013–15       | Kroll Show                           | Tommy Rothchild / Douglas Dubois / Gil | 3 episódios                                                                   |
| 2013–17       | Nathan for You                       | Ele mesmo                              | 31 episódios Criador, Escritor, Diretor e Produtor Executivo                  |
| 2014          | The League                           | Evan                                   | Episódio: "When Rafi Met Randy"                                               |
| 2015          | Os Simpsons                          | Doug Blattner (voz)                    | Episódio: "Sky Police"                                                        |
| 2015          | Childrens Hospital                   | Matthew Hauser                         | Episódio: "Sperm Bank Heist"                                                  |
| 2015          | Rick and Morty                       | Kyle (voz)                             | Episódio: "The Ricks Must Be Crazy"                                           |
| 2015          | The Grinder                          | Policial Collins                       | Episódio: "Buckingham Malice"                                                 |
| 2016          | Animals                              | DJ Lab Rat (voz)                       | Episódio: "Rats"                                                              |
| 2016          | Comedy Bang! Bang!                   | Ele mesmo                              | Episódio: "Nathan Fielder Wears a Blue and Grey Flannel and Jeans"            |
| 2016          | Transparent                          | Seth                                   | Episódio: "When the Battle Is Over"                                           |
| 2016          | David: Story of David                | David                                  | Web série                                                                     |
| 2017          | Tour de Pharmacy                     | Stu Ruckman                            | Filme para TV                                                                 |
| 2018          | Who Is America?                      | —                                      | Produtor consultor Escritor e Co-Diretor (episódio 2) Co-diretor (episódio 4) |
| 2020–presente | How To with John Wilson              | —                                      | Produtor Executivo                                                            |
| 2021          | Saturday Morning All Star Hits!      | Corbee                                 | Episódio: "Tape 8: LIVE!"                                                     |
| 2022–presente | O Ensaio                             | Ele mesmo                              | Criador, Produtor Executivo, Escritor, Diretor                                |
| TBA           | The Curse                            |                                        | Papel principal, Próxima série; também co-criador, escritor e diretor         |